# Дишло (геральдика)
Дишло — негеральдична фігура в геральдиці, або якщо вона торкається краю щита геральдичний поділ. Це особлива форма вилоподібного щита. Особливістю є наповнення поверхні між похилими піделементами тинктурою, що тотожна кольору фігури. Якщо між похилими елементами використовується тинктура, яка відрізняється від кольору щита або кольору хреста, це заповнене дишло.
Якщо його перекинути на гербі, він стає перевернутим дишлом.
Це стовп від глави щита до підніжжя описується як стовп із дишлом. Умовою є рівномірний відтінок всієї фігури без розділових ліній.

## Приклади

Дишло
Наповнений вилоподібний хрест
Наповнений обернений вилоподібний хрест
Обернене дишло
Вилковий хрест